# Nu (kana)
A hiragana ぬ, katakana ヌ, Hepburn-átírással: nu, magyaros átírással: nu japán kana. A hiragana és a katakana is a 奴 kandzsiból származik. A godzsúonban (a kanák sorrendje, kb. „ábécérend”) a 23. helyen áll. A ぬ Unicode kódja U+306C, a ヌ kódja U+30CC. 
|            | Hepburn és magyaros | Hiragana (Unicode) | Katakana    |
| ---------- | ------------------- | ------------------ | ----------- |
| Alapalak   | nu                  | ぬ (U+306C)        | ヌ (U+30CC) |
| Dakutennel | –                   | –                  | –           |

## Vonássorrend
|  |  |
|  |  |